# 紫花高乌头
紫花高乌头（學名：Aconitum septentrionale），为毛茛科乌头属下的一个种。